# Frédéric François-Marsal
Frédéric François-Marsal (París, 16 de març de 1874 - Gisors, 20 de maig de 1958) fou un polític francès, president interí de Tercera República Francesa l'any 1924.

## Biografia
Després d'estudiar al Liceu Louis-le-Grand, ingressà a l'escola militar de Saint-Cyr. Sortí amb el número 1 de la promoció d'infanteria i fou destinat a Indoxina, on participà en diverses campanyes (Xina, Tonquín, Laos, Contxinxina, 1901-1904), i fou adjunt a l'oficina de Paul Doumer, governador d'Indoxina (1900-1904). Posteriorment va treballar a diversos bancs: "Banque privée industrielle, commerciale et coloniale" a Lió (1906) i París (1912), i dirigí la "Banque de l'Union parisienne" (1919).
Com a expert en temes econòmics va ser incorporat al Gabinet de Georges Clemenceau, president del Consell, responsable d'afers econòmics (1917-1918), expert en finances a la delegació francesa a la Conferència de Pau de París (1919). François-Marsal, arribat a aquest punt, decidí iniciar una carrera política i va ser ministre d'Hisenda per a Alexandre Millerand de 20 de gener a 24 setembre de 1920, Georges Leygues de 24 de setembre de 1920 fins al 16 de gener de 1921, i Raymond Poincaré (29 de març a 9 juny de 1924). Exercí les funcions de president del Consell de ministres i de ministre de finances entre el 8 i el 10 de juny del 1924, i portà l'interinatge del president per la dimissió d'Alexandre Millerand (11 al 13 de juny del 1924).
Va ser senador del departament de Cantal del 1921 al 1930.